# Dmitry Rybolovlev
Dmitry Evgenevich Rybolovlev (em russo: Дмитрий Евгеньевич Рыболовлев, nascido em 1966, Perm) é um empresário, investidor, filantropo,médico e atual presidente do AS Monaco Football Club e proprietário do clube belga Cercle Brugge. Rybolovlev é mais conhecido por ajudar a tornar o produtor de potássio Uralkali numa empresa global.
Em 2010, ele foi classificado como 79º  na lista de bilionários da Forbes. Em 2011, ele foi classificado como 93º.

## Início e educação
Dmitry Rybolovlev nasceu em 1966, em Perm, num grande centro industrial na região dos Urais, na Rússia. Muitas empresas industriais estão localizadas na região, incluindo as da indústria da defesa. Nos era soviética, os estrangeiros não foram autorizados a visitar Perm devido ao fabrico militar que estava tendo lugar lá. Rybolovlev vem de uma família de médicos. Seus pais eram médicos bem conhecidos em Perm e por isso a sua carreira parecia ter sido predeterminada, a segui-los no campo da medicina.
Em 1990 graduou-se com honra do Instituto Médico de Perm como cardiologista e começou a trabalhar no serviço de emergência cardiológica. Durante seus anos de estudante, casou-se com Elena Rybolovlev, uma das suas colegas, e em 1989 nasceu a sua primeira filha, Ekaterina. No final de 1980 e início de 1990 começou a perestroika na União Soviética e era cedo para tomar parte na eventual dissolução do país e nos grandes choques econômicos que se seguiram. Rybolovlev tinha que sustentar a sua família com o pequeno salário de um médico júnior. Recusando-se a viver na pobreza, ele fez a primeira decisão das suas dificuldades de vida - abandonar a sua carreira de médico e correr o risco de tentar tornar-se um homem de negócios.

## Carreira nos negócios
O primeiro projecto de Rybolovlev nos negócios foi na sua área, medicina. Juntamente com o seu pai, Evgeny, ele montou uma empresa chamada Magnetics que oferecia uma forma alternativa de tratamento médico usando campos magnéticos que Evgeny que tinha desenvolvido. Neste momento, Rybolovlev foi aumentando gradualmente o seu capital e, ao mesmo tempo, expandiu os seus interesses nos negócios. No entanto, o colapso da economia planificada na Rússia mudou radicalmente o clima em que os negócios estavam sendo realizados. Cada vez mais, grandes empresas pagavam para o tratamento dos seus seus funcionários não com dinheiro, mas com produtos a preços promocionais, forçando-o a encontrar compradores para os seus produtos sozinho. Muitas vezes, os produtos de revenda rendiam lucros ainda maiores do que o seu core business. Gradualmente, essa linha de negócio tornou-se para Rybolovlev uma prioridade. Segundo a Forbes, foi com esta linha de negócios que Rybolovlev ganhou o seu primeiro milhão de dólares.
Rybolovlev poderia permanecer nesta linha de negócios por vários anos, mas em vez disso usou o dinheiro que ele já tinha feito para aumentar o volume de negócios, e ele tomou outra decisão para provar que foi crucial para o curso de sua carreira: decidiu ir para Moscovo fazer um curso nos mercados de acções e de corretagem.
Rybolovlev tornou-se o primeiro empresário  na região de Perm a obter do ministério russo das Finanças um certificado que o habilitava ao lidar com valores mobiliários, e em 1992 abriu a sua primeira empresa de investimentos. Naquela época, as antigas empresas estatais estavam sendo privatizadas e reestruturadas em empresas modernas em toda a Rússia, e em Perm e não foi excepção. Rybolovlev foi uma das poucas pessoas na sua cidade natal, que entendia bem o processo de privatização, tinha o conhecimento para realizá-lo, e a licença adequada para fazê-lo. Ele foi abordado por executivos de um grande número de empresas, que o conheciam do projecto Magnetics e pediram a sua ajuda. Inicialmente Rybolovlev actuou como consultor e mais tarde começou ele mesmo a investir, o que provou ser muito mais rentável. Em 1994, fundou um banco, adquirindo participações em várias empresas industriais de Perm e juntou os seus quadros.
Em 1995, Rybolovlev teve outra dificuldade que - em retrospectiva - também provou ser um sábio. Ele vendeu as suas participações em diferentes empresas com a intenção de consolidá-las numa única linha de negócios. Como meta para essa consolidação, ele escolheu as empresas que operavam na indústria do potássio, em particular a Uralkali.

## O desenvolvimento da Uralkali
Durante a maior parte dos próximos 15 anos, Rybolovlev se dedicou ao desenvolvimento da Uralkali a eventualmente torná-la uma empresa global. De acordo com o jornal russo de negócios Vedomosti, em 2000, ele consolidou o seu controlo acionário na empresa e começou a reformá-la e a desenvolvê-la. Ele mudou completamente a equipa de gestão da empresa e definiu como prioridade o aumento da produtividade do trabalho (segundo a Forbes, de 2000 a 2007, a produtividade na Uralkali cresceu 2,5 vezes).
A partir de 2000, Rybolovlev tentou vários modelos de vendas, incluindo várias formas de cooperação com comerciantes de fertilizantes minerais americanos e europeus, mas depois, ele criou o seu próprio sistema de distribuição. Como próximo passo, ele ofereceu vendas combinadas para outro grande produtor de potássio da antiga União Soviética, a Belaruskali - empresa estatal bielorrussa cuja produção foi de cerca de 50% maior do que a da Uralkali. Rybolovlev conseguiu persuadir as autoridades da Bielorrússia que a combinação poderia ser do interesse de ambos os lados. Dadas as dificuldades de se fazer negócios na Bielorrússia e do elevado nível de regulamentação do governo, esta foi uma grande conquista para Rybolovlev.
Em 2005, segundo a Reuters, a Uralkali e a Belaruskali combinaram os seus fluxos de negócio através de um operador único – a Belarusian Potash Company (BPC), de que  Rybolovlev se tornou presidente. Ao longo dos próximos três anos, os preços do potássio subiram mais de cinco vezes, segundo a Reuters. O aumento dos preços e a criação da BPC teve um impacto transformacional na Uralkali. Em 2000, era pouco mais do que uma empresa regional russa com uma capitalização de mercado de menos de uma centena de milhões de dólares. No primeiro semestre de 2008 - antes da crise financeira global – a Uralkali era uma empresa internacional listada na Bolsa de Londres, que teve no seu auge um valor de mercado de cerca de US$ 35 bilhões.
Em 2006, a Uralkali realizou uma Oferta Pública de Aquisição (OPA) na Bolsa de Valores de Londres e fez todos os preparativos necessários. No entanto, apenas alguns dias antes da oferta, Rybolovlev decidiu cancelar porque ele pensou que o preço foi muito baixo. Esta acabou por ser uma outra decisão sábia por causa de dois aspectos.
Primeiro, um par de semanas depois de cancelar a OPA, aconteceu um grave acidente numa das minas da Uralkali que foi inundada e teve que ser fechada. Se a OPA tivesse ido para a frente, o acidente teria destruído a reputação de Rybolovlev perante a comunidade de investidores. Como disse a Forbes, se ele não tivesse cancelado a OPA, toda a sua vida poderia ter sido bem diferente. Então, um ano depois, Rybolovlev fez outra tentativa que revelou ser um sucesso. O forte aumento dos preços do potássio mundial trouxe um retorno acima de 15% nas ações da empresa (cerca de US$ 1 bilhão) a mais do que teria ele recebido um ano antes por uma participação de 30%. A oferta foi descrita pela imprensa financeira como uma das OPA's mais bem sucedidas da Rússia.
No entanto, após a OPA, o acidente na mina tornou-se um grande problema para a Uralkali e para Rybolovlev gerirem nos próximos anos. A inundação é o risco principal para todas as minas de potássio e de sal no mundo, dos quais mais de uma centena afundaram. A inundação da mina da Uralkali foi grande pelos padrões mundiais. Como um grande jornal russo Komsomolskaya Pravda escreveu sobre o colapso da mina; a empresa perdeu várias centenas de milhões de dólares, mas felizmente, não há perda de vidas humanas. Depois de tomadas as medidas necessárias para reparar os estragos, a mina foi encerrada.
Após o sucesso da OPA em 2007, 2008 trouxe um novo calvário – a Uralkali enfrentou um novo inquérito do governo sobre o acidente.  A primeira comissão do governo, que tinha examinado o acidente de 2006, determinou que ela ocorreu por razões geológicas. Mas em Outubro de 2008, inesperadamente, o vice-primeiro ministro russo Igor Sechin pediu outra investigação e pediu urgência para que o passivo financeiro da Uralkali fosse determinado. Alguns meios de comunicação estrangeiros especularam que o ataque contra a Uralkali tinha sido lançado por interesses instalados que perseguem a empresa. No entanto, embora tenham sido tirados alguns paralelismos com o caso Yukos, o resultado não foi tão dramático. Após uma investigação profunda durante vários meses, um quadro de indenização foi finalmente concordado.
Em Junho de 2010, Rybolovlev vendeu uma participação de 53% na Uralkali a um grupo de investidores russos: Kaliha Finance Limited (Suleiman Kerimov, 25%), Aerellia Investments Limited (Alexander Nesis, 15%) e Becounioco Holdings Limited (Filaret Galchev, 13,2% ).
O preço da transacção não foi divulgado, mas foi relatado que teria sido cerca de US$ 5,3 bilhões.

## Investimento em Banco de Chipre
Em setembro de 2010, tornou-se um dos principais acionistas do maior banco no Chipre, o Banco de Chipre, depois de comprar uma participação de 9,7%. O Bank of Cyprus Public Company Ltd. foi fundada em 1899 e opera em varejo, investimentos, negócios bancários, factoring, corretagem de seguros, gestão de ativos e outros. O Grupo emprega atualmente 12.010 funcionários no mundo e opera um total de 300 filiais e escritórios comerciais, dos quais 147 são baseados no Chipre, 134 na Grécia, 4 no Reino Unido, 1 nas Ilhas do Canal, 1 em Moscou, e 4 na Roménia . As ações do Banco são negociadas na Bolsa de Chipre Exchange.
O investimento de Rybolovlev no Banco de Chipre seguiu um negócio longo e pessoal com o país, que também incluiu a sua decisão de apoiar a construção da Igreja Ortodoxa em Limassol.

## Monaco FC

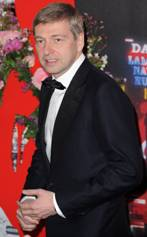
Dmitry Rybolovlev

Em dezembro de 2011, Rybolovlev adquiriu uma participação de 66% na Association Sportive de Monaco Football Club, comumente referido como o AS Monaco ou simplesmente Monaco FC.
A compra do clube, iniciou com um processo de diálogo com o príncipe Albert, de Mônaco, que posteriormente afirmou que Rybolovlev era a pessoa adequada para adquirir uma participação maioritária no Clube e para fornecer o investimento necessário para levar a equipe de volta para o topo Francês e do futebol europeu. 
Quando o negócio foi anunciado, Rybolovlev disse que não considerou a transação como uma simples aquisição, mas como o início de uma nova parceria eficaz no interesse do desenvolvimento do Clube. Depois de já ter vivido em Mônaco algum tempo - e como um fã e entusiasta de futebol - ele afirmou que vê o Monaco FC como algo mais do que apenas uma equipa desportiva, mas como um dos principais símbolos do Principado, seu orgulho e suas tradições
Em maio de 2012, o Monaco FC sinalizou as suas novas ambições, nomeando o famoso técnico italiano Claudio Ranieri para o cargo de treinador principal. Rybolovlev e Ranieri, posteriormente, estabeleceram uma forte relação de trabalho enquanto o clube continua em sua melhoria. Rybolovlev já declarou anteriormente que o clube tem um potencial enorme e ele espera que será plenamente capaz de realizar esse potencial, tanto a nível nacional e europeu.
Para o fim de Outubro de 2012, o Monaco FC estava no topo da Ligue 2, com muitos especialistas a preverem um retorno rápido para o grande momento.
Embora com sede em Mónaco, o clube é considerado como um clube francês, já que joga no Campeonato Francês de Futebol, e porque o principado do Mónaco não é um membro da UEFA. O Monaco FC é um dos clubes mais bem sucedidos de França, tendo conquistado sete títulos nacionais, cinco taças e quatro supertaças de França. O Clube também competiu regularmente no futebol europeu, tendo sido vice-campeão da Liga dos Campeões em 2004 e da Taça das Taças em 1992.
O Monaco FC desfrutou de numerosos êxitos nos anos 1970 e 1980, treinado por Lucien Leduc e Arsène Wenger, durante o qual o clube estava entre os expoentes do futebol europeu. O Monaco FC também é membro da Associação Europeia de Clubes. O clube é hoje um dos Embaixadores da Paz e do Desporto, uma organização internacional com sede em Mónaco, e tem como compromisso servir a paz no mundo através do desporto.
Etienne Franzi, ex-presidente do Clube, disse no jornal francês Nice Matin, em Dezembro de 2012, um ano depois de Rybolovlev tornar-se presidente: "O Sr. Rybolovlev cumpriu todas as obrigações que havia tomado durante a entrega" Da mesma forma, o DNCG, a autoridade francesa de futebol, também deu aval positivo, no primeiro ano de Rybolovlev, dizendo: "O Mónaco tem a abordagem correta e está avançando na direcção certa".

## Cercle Brugge
O russo também é proprietário do clube belga Cercle Brugge. O objetivo do clube francês é fazer do Cercle base do mesmo.

## Filantropia
Rybolovlev é um filantropo empenhado e activo. Ele doou e apoiou uma série de importantes projectos sociais na Rússia, incluindo: a construção dos palácios Oranienbaum em São Petersburgo, o russo olímpicos Foundation; e a restauração do Mosteiro Zachatievsky em Moscovo que está sendo trazido de volta à vida por iniciativa do Chefe da Igreja Ortodoxa Russa. Rybolovlev também doou 17.500.000 € para a recriação da Catedral de Natividade de Nossa Senhora, em Moscovo. A catedral não é o único edifício religioso que Rybolovlev ajudou a reconstruir. Nos últimos sete anos, ele esteve envolvido na restauração de catedrais ortodoxas, incluindo o iconóstase da Catedral da Exaltação de Santa Cruz recriado em Belogorsk, Mosteiro de São Nicolau. De acordo com Rybolovlev, a restauração de edifícios históricos e religiosos em qualquer país é uma actividade de caridade com um impacto universal, uma vez que ajuda a lembrar as pessoas de onde elas vieram, e lembrar por que eles estão aqui.
Rybolovlev também está envolvido na construção de uma Igreja Ortodoxa Russa em Chipre. A Igreja de São Nicolau será construída na cidade cipriota de Limassol e vai-se tornar o principal local de culto para a comunidade russa na ilha. De acordo com o projecto arquitetónico elaborado pelo arquitecto russo Alexei Vorontsov e abençoado por Cirilo, Patriarca de Moscovo e da  Rússia, a Igreja Ortodoxa, com uma torre de sino vai seguir as linhas da arquitectura tradicional russa eclesiástica. A área da igreja serão 1.050 m2 e o prédio vai acomodar uma congregação de entre 500 e 600 pessoas. O custo total estimado do projecto é de € 5 milhões.

## Outros interesses e hobbies
Rybolovlev tem um grande interesse em arte e construiu uma colecção de obras de arte valiosas, incluindo uma série de pinturas famosas dos séculos XIX e XX. Ele também investiu parte da sua fortuna na Suíça em empreendimentos no sector da Biotecnologia, segundo a Forbes e Vedomosti. Além de suas actividades de negócios e interesses em arte e futebol, Rybolovlev é conhecido por ser um surfista entusiasmado e tenta dedicar-se ao seu amor pelo mar sempre que tem a oportunidade.

## Desafios e controvérsias
A década de 1990 foi um tempo de desintegração do Estado, enfraquecimento do governo central, recessão económica e aumento do crime. Portanto, quem começava a fazer quantidades significativas de dinheiro normalmente chama a atenção de criminosos e burocratas corruptos, e torna-se um alvo para ataques de extorsão, chantagem e ataques físicos. Rybolovlev, que era naquele tempo a tornar-se bem sucedido, experimentou também este lado mais sombrio dos negócios na Rússia. Ele estava tão preocupado com a segurança da sua família, que por exemplo, decidiu mudar-se para a Suíça, enquanto continuava a fazer negócios e ganhar dinheiro para eles na Rússia. Como jornais locais de Perm escreveram, várias tentativas foram feitas contra a sua vida. Após estas tentativas falharem, os inimigos Rybolovlev mudaram de táctica.
Segundo a Forbes, em maio de 1996 Rybolovlev iniciou a adoção através de um encontro de acionistas da Uralkali em relação à substituição de um comerciante devido condições de vendas discriminatórias. No próximo dia, Rybolovlev foi preso sob a acusação de ter ordenado uma morte. Com 29 anos, permaneceu os 11 meses seguintes numa cela de prisão em Perm.
As acusações contra Rybolovlev foram baseadas na evidência de um bandido e assassino que tinha organizado o assassinato de um director de empresa Perm. Forbes acredita que o caso contra Rybolovlev certamente foi fabricado e parte de uma conspiração. Na prisão, Rybolovlev veio sob enorme pressão para vender suas acções da Uralkali por uma grande soma de dinheiro e, em troca de sua liberdade. Mas ele recusou. Em entrevista à Forbes mais tarde, ele disse que tinha sido preparado para permanecer na prisão enquanto 10 anos -, tanto quanto ele estava preocupado sua participação na Uralkali era sua propriedade e ele não estava disposto a entregá-la a ninguém. O caso acabou desabou depois que investigadores encontraram os verdadeiros culpados e, 11 meses depois de sua prisão, Rybolovlev foi lançado. Em 1997, ele foi completamente absolvido por tribunais de justiça em três níveis, incluindo a Presidência do Supremo Tribunal Federal, que é a mais alta autoridade judicial na Rússia.

## Propriedades
A família Rybolovlev é dona de um enorme número de propriedades. Uma delas é a Maison de l'Amitié, na Flórida, que foi comprada por  Donald Trump por US$ 95 milhões agindo no interesse das duas filhas de Rybolovlev. A Maison de l'Amitié ("Casa da Amizade") está localizada perto do mar e senta-se num terreno de 2,6 hectares. Ele também possui uma praia particular com 105 metros de comprimento. A área total da casa residencial é de mais de 3.000 milhas quadradas. A casa tem 18 quartos e um grande número de corredores, salas, quartos e áreas para diversos fins, bem como um jardim de inverno e uma piscina. Os limites de altura varia de 6 a 12 metros. Há também duas casas de hóspedes.
Em Dezembro de 2011, filha de Rybolovlev, Ekaterina, comprou o apartamento mais caro para ter sido comprado na época em Nova York por $ 88 milhões. A área total do apartamento de 10 quartos com vista para o Central Park, é de 626 metros quadrados.

## Prêmios e homenagens
Em 2010 Rybolovlev foi condecorado com a Ordem de São Serafim de Sarov pelo Patriarca Kirill de Moscovo por financiar a restauração da Catedral da Natividade da Santíssima Mãe de Deus em Mosteiro Zachatievsky em Moscovo.

## Vida pessoal
Rybolovlev é divorciado e tem duas filhas, Ekaterina, nascida em 1989, e Anna, nascida em 2001. Com uma fortuna pessoal estimada em $ 9,5 bilhões, em 2011 Rybolovlev ficou em 13º na lista dos 200 homens de negócios mais ricos da Rússia.